# ニュージーランドの大学一覧
次に記載する事柄はニュージーランドの大学の一覧である：
- オークランド大学（オークランド）
- オークランド工科大学（オークランド）
- ワイカト大学（ハミルトン）
- マッセー大学（パーマストンノース）
- ヴィクトリア大学ウェリントン（ウェリントン）
- カンタベリー大学（クライストチャーチ）
- リンカーン大学（リンカーン）
- オタゴ大学（ダニーデン）
- ニュージーランド大学（1870年 - 1961年、1961年に解体され上記の大学に分割された）

## 大学ランキング
| 国内順位 | 大学名                       | 世界順位 （位） |
| -------- | ---------------------------- | --------------- |
| 1        | オークランド大学             | 85              |
| 2        | オタゴ大学                   | 194             |
| 3        | ヴィクトリア大学ウェリントン | 236             |
| 4        | カンタベリー大学             | 258             |
| 5        | マッセー大学                 | 284             |
| 6        | リンカーン大学               | 372             |
| 7        | ワイカト大学                 | 373             |
| 8        | オークランド工科大学         | 451             |